# Ади, Сайлом
Сайлом Ади (тайск. สายลม อาดี; род. 7 июля 1986, Кхонкэн) — тайский боксёр, представитель лёгкой, полулёгкой и полусредней весовых категорий. Выступал за сборную Таиланда по боксу в период 2006—2016 годов, трёхкратный чемпион Игр Юго-Восточной Азии, участник трёх летних Олимпийских игр, победитель и призёр многих турниров национального и международного значения.

## Биография
Сайлом Ади родился 7 июля 1986 года в ампхе Бан-Фанг провинции Кхонкэн. Начинал спортивную карьеру как боец муай-тай, но в конечном счёте перешёл в любительский олимпийский бокс.
Впервые заявил о себе в 2005 году, выиграв бронзовую медаль на Кубке короля в Бангкоке. Год спустя боксировал на Азиатских играх в Дохе, однако попасть здесь в число призёров не смог.
Первого серьёзного успеха на взрослом международном уровне добился в сезоне 2007 года, когда вошёл в основной состав тайской национальной сборной и выступил на домашних Играх Юго-Восточной Азии в Накхонратчасиме, где одолел всех своих соперников в полулёгкой весовой категории и завоевал тем самым золотую медаль.
Благодаря череде удачных выступлений Ади удостоился права защищать честь страны на летних Олимпийских играх в Пекине. Тем не менее, большого успеха здесь не добился, в первом же поединке полулёгкого веса потерпел поражение со счётом 6:7 от алжирца Абделькадера Чади и лишился всяких шансов на попадание в число призёров.
Начиная с 2009 года выступал в лёгкой весовой категории, в частности одержал победу на Играх Юго-Восточной Азии в Вьентьяне, выступил на чемпионате мира в Милане, где в 1/8 финала был побеждён российским боксёром Альбертом Селимовым. В 2011 году добавил в послужной список бронзовую награду, полученную на Играх Юго-Восточной Азии в Палембанге.
Находясь в числе лидеров боксёрской команды Таиланда, благополучно прошёл квалификацию на Олимпийские игры 2012 года в Лондоне. Так же выступил неудачно, уже на предварительном этапе был остановлен представителем Казахстана Гани Жайлауовым.
После лондонской Олимпиады Сайлом Ади остался в основном составе тайской национальной сборной и продолжил принимать участие в крупнейших международных турнирах. Так, в 2013 году он боксировал на Играх Юго-Восточной Азии в Нейпьидо и занял здесь первое место. Выступал на Играх Юго-Восточной Азии 2015 года в Куала-Лумпуре, где был остановлен на стадии полуфиналов.
В 2016 году отправился представлять страну на Олимпийских играх в Рио-де-Жанейро, при этом находился уже в полусредней весовой категории. Прошёл первых двух соперников по турнирной сетке, но в третьем поединке на стадии четвертьфиналов вышел на ринг против представителя Франции Сулеймана Сиссоко и уступил ему со счётом 0:3. Вскоре по окончании этих соревнований принял решение завершить спортивную карьеру.